# لیتوکولیک اسید
لیتوکولیک اسید (به انگلیسی: Lithocholic acid) با فرمول شیمیایی C۲۴H۴۰O۳ یک ترکیب شیمیایی با شناسه پاب‌کم ۹۹۰۳ است. که جرم مولی آن ۳۷۶٫۵۷ g/mol می‌باشد. 